# Front travailliste
Le Front travailliste (FT), est un mouvement politique de gauche qui s'inscrit dans le gaullisme, actif de 1965 à 1971.

## Historique
Le Front travailliste est constitué en 1965 par Yvon Morandat, président des Charbonnages de France, et Lucien Junillon, suppléant du sénateur socialiste de la Drôme et doyen du Sénat Marius Moutet (auquel il succède rapidement), et membre du comité directeur de la SFIO, lors d'un congrès auquel assistent Louis Vallon et Emmanuel d'Astier de La Vigerie.
Le FT est le plus à gauche des mouvements de la galaxie gaulliste, se voulant « plus socialiste que gaulliste » ou encore, selon le mot d'Yvon Morandat « à gauche, voire à l'extrême-gauche ». Ses membres n'adhèrent pas à l'UD-Ve et affichent, après 1969, un scepticisme à l'égard du pompidolisme.
Pour le FT, la base sociologique de l'électorat gaulliste est beaucoup plus large que celle de l'UNR-UDT : « 45 % de l'électorat ouvrier a voté gaulliste, il est indéniable que ces 45 % ne se retrouveront pas en faveur de l'UNR-UDT ».
Le FT, composé par d'anciens membres SFIO, se voulait une structure d'accueil pour les socialistes quittant la SFIO au moment où celle-ci préparait une union avec les communistes et souhaitant rallier le gaullisme. Disposant d'un journal, Le Travailliste, il participa en 1971 à la création du Mouvement pour le socialisme et la participation.